# Frank Verlaat
Frank Verlaat (5 de marzo de 1968) es un exfutbolista neerlandés, se desempeñaba como defensa y su último club fue el Sturm Graz austriaco.

## Clubes
| Club           | País         | Año       |
| -------------- | ------------ | --------- |
| AFC Ajax       | Países Bajos | 1986-1989 |
| Lausanne Sport | Suiza        | 1989-1992 |
| AJ Auxerre     | Francia      | 1992-1995 |
| VfB Stuttgart  | Alemania     | 1995-1999 |
| AFC Ajax       | Países Bajos | 1999-2000 |
| Werder Bremen  | Alemania     | 2000-2003 |
| Austria Viena  | Austria      | 2003-2004 |
| SK Sturm Graz  | Austria      | 2004-2007 |